# Гроздов, Борис Владимирович
Бори́с Влади́мирович Гроздо́в (1899—1964) — советский ботаник-дендролог, заслуженный деятель науки и техники РСФСР, доктор биологических наук, профессор.

## Биография
Родился в селе Замытье Бежецкого уезда Тверской губернии (ныне — Рамешковский район Тверской области). В 1923 году Борис Гроздов окончил Тверской лесотехнический техникум и, проработав два года лесоустроителем, вернулся в техникум, где и преподавал в течение последующих пяти лет. Там же им был создан первый (ныне — Калашниковский) дендрарий, написаны первые научные работы, посвящённые лесному хозяйству.
С 1930 года Б. В. Гроздов работал в Брянском лесотехническом институте, которому посвятил всю оставшуюся жизнь.
В 1935 году под руководством Б. В. Гроздова начал создаваться дендрарий в Опытном лесничестве под Брянском (близ платформы Белобережская), а с 1944 года в центре Брянска, на площади около 1 га, Б. В. Гроздов создал так называемый «Мичуринский сад» (с 1964 — Ботанический сад имени Б. В. Гроздова). С конца 1950-х годов при деятельном участии Б. В. Гроздова было положено начало восстановлению старинного усадебного парка в родовом имении Ф. И. Тютчева — селе Овстуг (Жуковский район Брянской области).
В 1940 году Б. В. Гроздов был удостоен Малой золотой медали Всесоюзной сельскохозяйственной выставки, а в 1946 году защитил докторскую диссертацию. С 1949 года в течение нескольких созывов являлся депутатом Брянского горсовета.

## Основные труды
- Дендрология: Учебник для лесохоз. и лесомелиоратив. ин-тов / Б. В. Гроздов. — М.-Л.: Гослесбумиздат, 1952. — 436 с.
- Сокровища леса / Б. В. Гроздов; под ред. Л. М. Леонова. — Брянск: Брянский рабочий, 1958. — 160 с.